# Сафіабад (Каре-Чай)
Сафіабад (перс. صفي اباد) — село в Ірані, у дегестані Каре-Чай, в Центральному бахші, шагрестані Саве остану Марказі. За даними перепису 2006 року, його населення становило 16 осіб, що проживали у складі 5 сімей.

## Клімат
Середня річна температура становить 18,75°C, середня максимальна – 38,47°C, а середня мінімальна – -3,13°C. Середня річна кількість опадів – 246 мм.
| Клімат поселення                              | Клімат поселення | Клімат поселення | Клімат поселення | Клімат поселення | Клімат поселення | Клімат поселення | Клімат поселення | Клімат поселення | Клімат поселення | Клімат поселення | Клімат поселення | Клімат поселення | Клімат поселення |
| Показник                                      | Січ.             | Лют.             | Бер.             | Квіт.            | Трав.            | Черв.            | Лип.             | Серп.            | Вер.             | Жовт.            | Лист.            | Груд.            |                  |
| Середній максимум, °C                         | 13,78            | 16,27            | 20,26            | 27,01            | 32,44            | 37,46            | 38,47            | 37,40            | 33,18            | 26,59            | 19,78            | 13,88            |                  |
| Середня температура, °C                       | 5,32             | 7,82             | 11,80            | 18,55            | 23,98            | 29,00            | 31,68            | 30,60            | 26,40            | 19,80            | 13,00            | 7,10             |                  |
| Середній мінімум, °C                          | −3,13            | −0,64            | 3,33             | 10,10            | 15,53            | 20,54            | 24,89            | 23,82            | 19,62            | 13,02            | 6,22             | 0,31             |                  |
| Норма опадів, мм                              | 41               | 35               | 40               | 26               | 16               | 3                | 1                | 1                | 2                | 18               | 26               | 37               |                  |
| Середньомісячна швидкість вітру, м/с          | 1.62             | 2.30             | 2.76             | 3.27             | 3.17             | 3.09             | 3.29             | 3.01             | 2.50             | 2.34             | 1.84             | 1.84             |                  |
| Середньомісячна сонячна радіація, кДж/м²·день | 9465             | 12263            | 14800            | 18250            | 22181            | 25965            | 25270            | 23522            | 20145            | 14985            | 11169            | 8868             |                  |
| --------------------------------------------- | ---------------- | ---------------- | ---------------- | ---------------- | ---------------- | ---------------- | ---------------- | ---------------- | ---------------- | ---------------- | ---------------- | ---------------- | ---------------- |
| Джерело:                                      |                  |                  |                  |                  |                  |                  |                  |                  |                  |                  |                  |                  |                  |